# Heaven and Earth (album ProjeKct X)
Heaven and Earth – jedyny album studyjny ProjeKct X, zrealizowany podczas sesji nagraniowych albumu The ConstruKction of Light i wydany 19 sierpnia 2000 roku w Japonii nakładem Discipline Global Mobile jako CD.

## Historia i muzyka albumu
Album ProjeKct X został zrealizowany podczas sesji nagraniowych albumu King Crimson, The ConstruKction of Light, w tym samym składzie, ale przy położeniu nacisku na improwizację. Według Adriana Belew materiał muzyczny był wymyślany przez muzyków na bieżąco, a zadaniem inżyniera dźwięku, Billa Munyona było połączenie zrealizowanych fragmentów w całość, pozbawioną formy, melodii i tekstów. Wśród zarejestrowanych utworów był „Heaven and Earth”, który dał tytuł albumowi studyjnemu ProjeKct X i został zamieszczony również na The ConstruKction of Light.

## Lista utworów
Lista i informacje według Discogs:
| 1.  | The Business Of Pleasure      | 2:44    |
|     |                               |         |
| 2.  | Hat In The Middle             | 3:43    |
|     |                               |         |
| 3.  | Side Window                   | 3:08    |
|     |                               |         |
| 4.  | Maximizer                     | 6:31    |
|     |                               |         |
| 5.  | Strange Ears (Aging Rapidly)  | 9:38    |
|     |                               |         |
| 6.  | Overhead Floor Mats Under Toe | 5:46    |
|     |                               |         |
| 7.  | Six O'Clock                   | 4:10    |
|     |                               |         |
| 8.  | Superbottomfeeder             | 8:08    |
|     |                               |         |
| 9.  | One E And                     | 3:07    |
|     |                               |         |
| 10. | Two Awkward Moments           | 1:10    |
|     |                               |         |
| 11. | Demolition                    | 7:08    |
|     |                               |         |
| 12. | Conversation Pit              | 2:11    |
|     |                               |         |
| 13. | Çin Alayi                     | 1:58    |
|     |                               |         |
| 14. | Heaven And Earth              | 8:19    |
|     |                               |         |
| 15. | Belew Jay Way                 | 5:02    |
|     |                               |         |
|     |                               | 1:12:43 |
|     |                               |         |

### Muzycy
- Adrian Belew – gitara
- Robert Fripp – gitara, Soundscapes
- Trey Gunn – gitara basowa, gitara barytonowa, zdjęcia
- Pat Mastelotto – perkusja
- ProjeKct X – głos (rozmowy, instrukcje)

### Pozostałe informacje
- autorzy – Adrian Belew, Pat Mastelotto, Robert Fripp, Trey Gunn
- nagrywanie – Bill Munyon, Ken Latchney
- produkcja, miksowanie – Bill Munyon, Pat Mastelotto
- inżynier, aranżacja – Bill Munyon
- kierownictwo artystyczne – Ioannis
- mastering – Alex R. Mundy, Robert Fripp